# Bologovskij rajon
Il Bologovskij rajon (in russo Бологовский район?) è un rajon dell'Oblast' di Tver', nella Russia europea; il capoluogo è Bologoe. Istituito nel 1927, ricopre una superficie di 2.281 chilometri quadrati.